# Colorado Amendment 64
Colorado Amendment 64 war eine Volksinitiative in Colorado zur Legalisierung und Regelung von Cannabis als Rauschmittel analog zum Alkohol.
Bei den Wahlen in den Vereinigten Staaten 2012 am 6. November, zeitgleich mit den Präsidentschaftswahlen, stimmten 55,32 % für die Legalisierung und 44,68 % dagegen. Die Regelung ging als Artikel 18, § 16  in die Landesverfassung ein. Die ersten Läden eröffneten am 1. Januar 2014 unter weltweiter Berichterstattung in den Medien.

## Andere Staaten
Bei den Wahlen am 6. November 2012 standen auch in Washington und Oregon ähnliche Initiativen zur Abstimmung:
- In Washington die Washington Initiative 502, die ebenfalls gewann.
- In Oregon das Oregon Ballot Measure 80, das 2012 verlor, 2014 aber als Oregon Ballot Measure 91 ebenfalls gewann.

Inzwischen haben neun US-Bundesstaaten Cannabis legalisiert (Stand Anfang 2018).